# Krstac, Nikšić
Krstac este un sat din comuna Nikšić, Muntenegru.

## Personalități
- Milosav Marjanović (1931), matematician, membru al academiei de științe a Serbiei